# Kulsti Rende
Kulsti Rende er en smeltevandsskløft, skabt i istiden. Kløften er beliggende ca. 200 meter nord for Holtug Kridtbrud i den nordlige ende af Stevns Klint.
Kløften har fået sit navn efter "Kulsoen", en figur fra romanen Dronningens vagtmester af Carit Etlar (Carl Brosbøll) fra 1855.
Kulsti Rende kaldes også for Kulstirenden, en bebyggelse i Holtug Sogn, Stevns Kommune.

## Links
- Historien om Kulsoen og Kulsti Rende

|  | Denne artikel om lokaliteten Kulsti Rende kan blive bedre, hvis der indsættes et (bedre) billede. Du kan hjælpe ved at afsøge Wikimedia Commons for et passende billede eller lægge et op på Wikimedia Commons med en af de tilladte licenser og indsætte det i artiklen. |

55°20′59.47″N 12°26′15.61″Ø / 55.3498528°N 12.4376694°Ø